# 中北千枝子
中北 千枝子（なかきた ちえこ1926年〈大正15年〉5月21日 - 2005年〈平成17年〉9月13日）は、日本の女優。夫は東宝のプロデューサーだった田中友幸（1997年死別）。東京出身。

## 来歴・人物
入谷高等女学校、日本映画学校卒業後1944年、東宝に入社。同年、『日常の戦ひ』でデビュー。1947年、『素晴らしき日曜日』（黒澤明監督）で夢と厳しい現実に行きつ戻りつする貧しい恋人同士を主演した他、『わが愛は山の彼方に』（豊田四郎監督）では準主役で東北の寒村の診療所で池部良扮する妻帯者である医師に献身的に尽くし個人的な愛と職業倫理感との葛藤に苦悶する看護婦役を演じる。その後『めし』、『浮雲』、『流れる』などの成瀬巳喜男監督作品にも出演するなど、主に名脇役として活躍した。
1969年から1986年まで出演した日本生命のCMで「ニッセイのおばちゃん」としても親しまれた。そのキャラクターで『男はつらいよ 旅と女と寅次郎』（1983年）に保険屋として特別出演もした。男はつらいよ 旅と女と寅次郎を最後に引退した。また、2009年頃より家庭教師のトライのCMに、かつてゲスト出演した刑事ドラマ『特捜最前線』の映像が使用されたものが複数バージョン放映されている。
2005年9月13日午前11時24分、急性心筋梗塞のため東京都渋谷区の自宅で死去。79歳没。

## 出演作品

### 映画
- 日常の戦ひ（1944年）
- 素晴らしき日曜日（1947年）
- わが愛は山の彼方に（1948年）
- 醉いどれ天使（1948年）
- 静かなる決闘（1949年）
- 白い野獣（1950年）
- めし（1951年）
- おかあさん（1952年）
- 丘は花ざかり（1952年）
- 稲妻（1952年）
- 赤線基地（1953年）
- この広い空のどこかに（1954年）
- 恋化粧（1955年）
- 浮雲（1955年）
- 鬼火（1956年）
- 流れる（1956年）
- 早春（1956年）
- 危険な英雄 (1957年)
- 無法松の一生（1958年）
- 独立愚連隊（1959年）
- 日本誕生（1959年） - 手名椎[5]
- 女が階段を上る時（1960年）

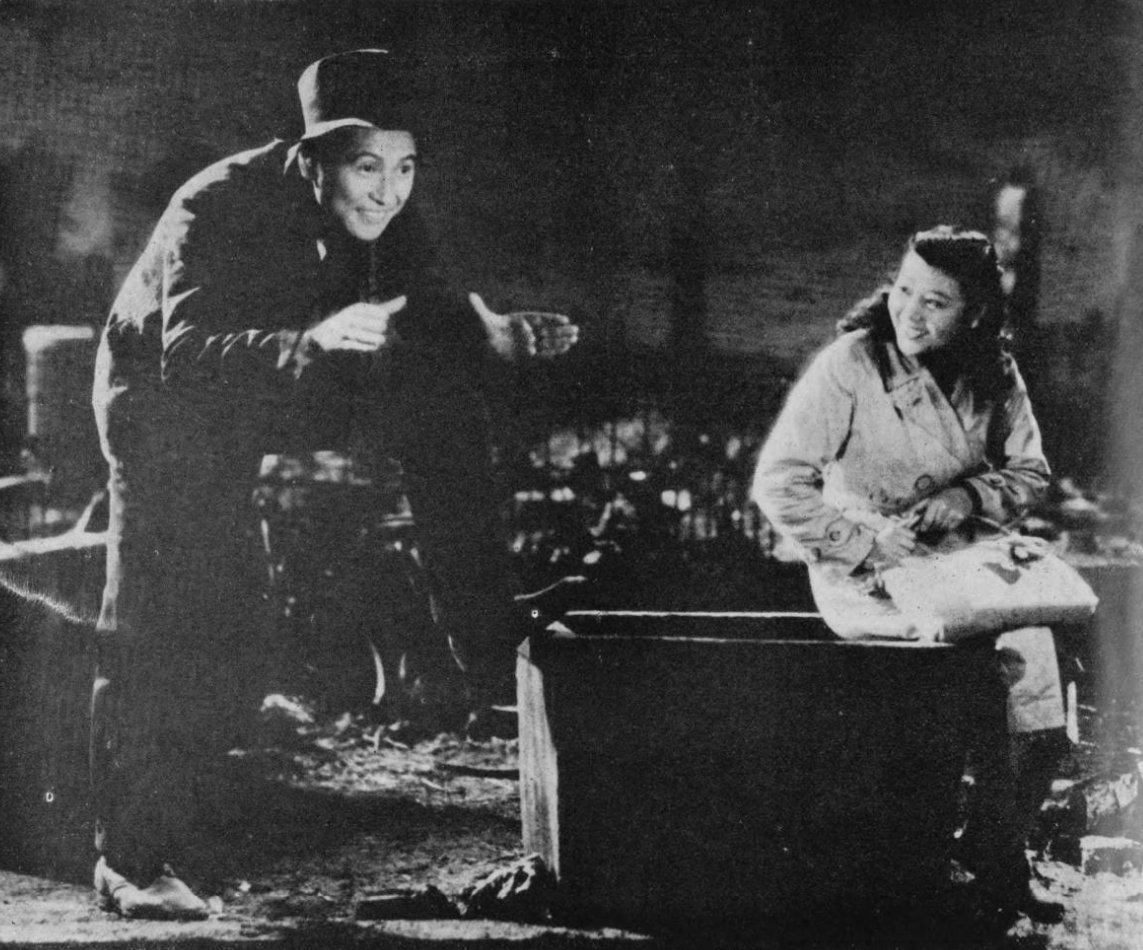
『素晴らしき日曜日』（1947年）

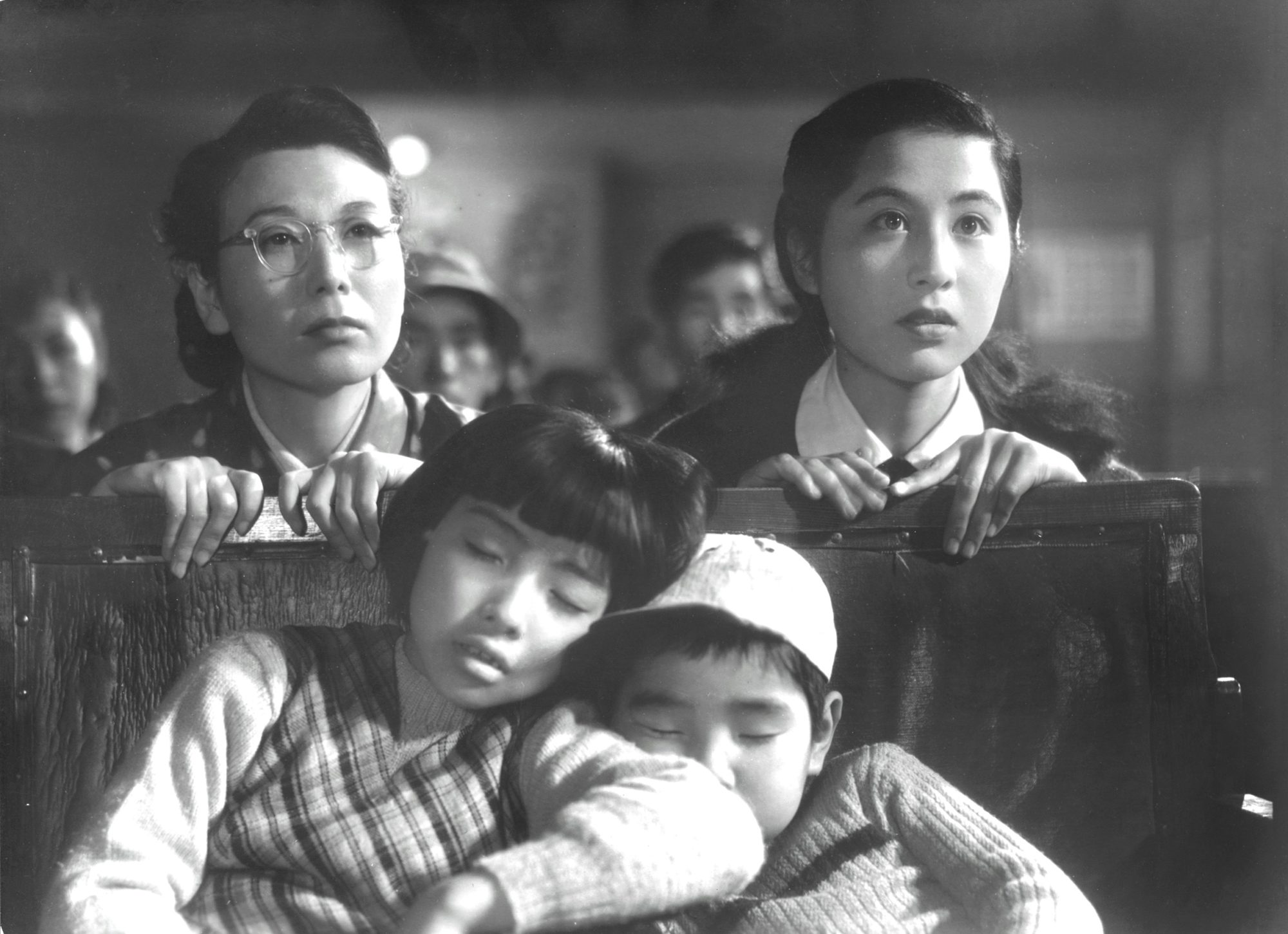
『おかあさん』（1952年）

- 黒い画集 あるサラリーマンの証言（1960年）
- みな殺しの歌より 拳銃よさらば!（1960年）
- 大坂城物語（1961年）
- 名もなく貧しく美しく（1961年）
- 世界大戦争（1961年） - おはる[1][2][3]
- どぶろくの辰（1962年、東宝）
- ニッポン無責任時代（1962年）
- 忠臣蔵 花の巻・雪の巻（1962年）
- 乱れる（1964年）
- 狸の大将（1965年）
- 続・おんな番外地（1966年）
- なつかしい風来坊（1966年）
- ゴジラ・エビラ・モスラ 南海の大決闘（1966年） - カネ[5][2][3]
- 男はつらいよ 旅と女と寅次郎（1983年）

### テレビ
- 松本清張シリーズ・黒の組曲「鉢植を買う女」（1962年、NHK）
- 青春とはなんだ 第6話「黒い雲」（1965年、NTV）
- 連続テレビ小説・あしたこそ（1968年 - 1969年、NHK）
- お嫁さん（第5シリーズ）（1968年10月‐1969年3月、CX / 松竹）-林田信子
- ポーラテレビ小説「花もめん」（1970年 - 1971年、TBS）
- 花嫁のれん（1971年、CX）
- 特別機動捜査隊 第551話「群衆の中のひとり」（1972年、NET）
- 緊急指令10-4・10-10 第5話「カブト虫殺人事件」（1972年、NET） - 家政婦ぎん
- 太陽にほえろ! 第6話「手錠と味噌汁」（1972年、NTV） - 谷の母親
- 火曜日の女シリーズ「木の葉の家」（1972年、NTV）
- 花王愛の劇場 婚期（1973年、TBS）
- はぐれ刑事 第8話「裏切り」（1975年、NTV）
- 銀河テレビ小説・夏の故郷（1976年、NHK） - 山影三千子
- 特捜最前線 第13話「愛・弾丸・哀」（1977年、ANB）
- ライオン奥様劇場・妻であること（1977年、CX） - 石川せつ
- 白い巨塔（CX・1978年 - 1979年） - 黒川きぬ（財前五郎の母）
- 愛の滑走路'81（1981年、TBS） - 大杉まさ江
- 流れる星は生きている（1982年、TBS）

## 受賞歴
- 1952年 第7回毎日映画コンクール
  - 俳優部門 女優助演賞 『丘は花ざかり』『おかあさん』『稲妻』
- 1952年度 第3回ブルーリボン賞[6]
  - 助演女優賞 『丘は花ざかり』『稲妻』